# 瑪麗亞島
瑪麗亞島（Maria Island），或以當地帕拉瓦卡尼語稱呼伍卡盧維基瓦伊納（wukaluwikiwayna），是澳洲塔斯馬尼亞島東岸的一座島嶼，位在福里斯蒂爾半島的東北方，東邊是塔斯曼海。

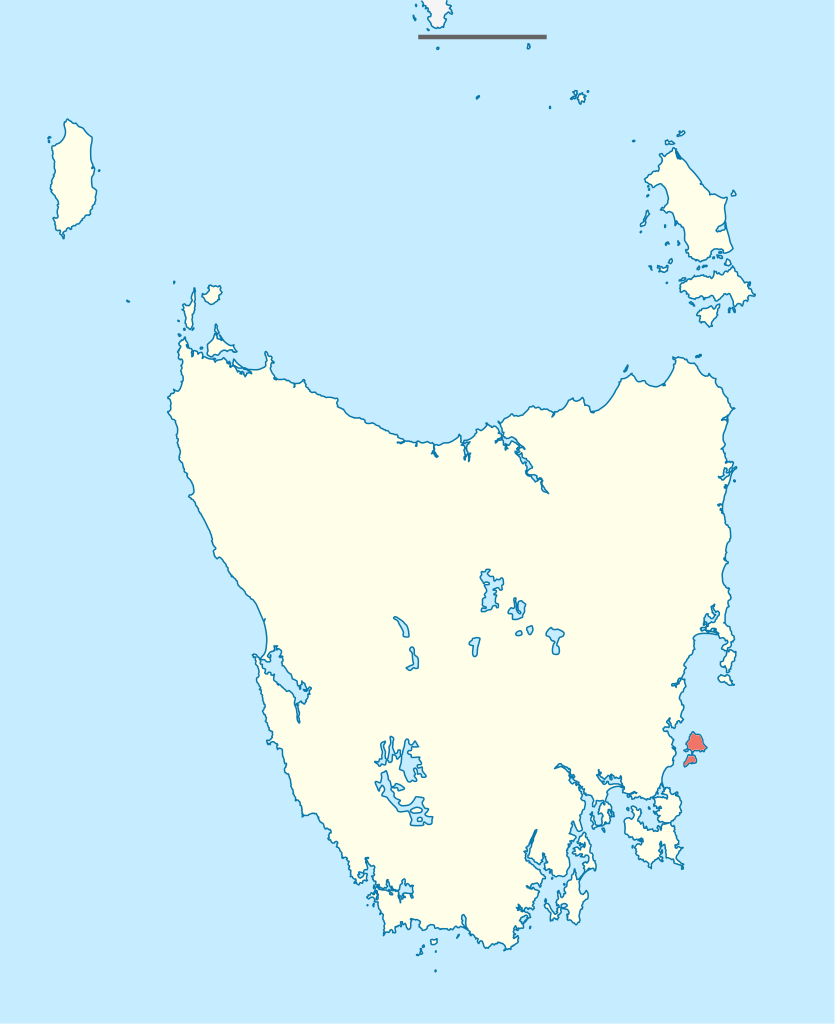
瑪麗亞島的位置

瑪麗亞島在1642年被荷蘭航海家阿貝爾·塔斯曼發現，他以當時東印度群島總督安東尼·范·迪門的妻子瑪麗亞為該島命名。瑪麗亞島全境屬於瑪麗亞島國家公園範圍內。